# Rune Stordal
Rune Stordal (* 8. dubna 1979 Bergen) je bývalý norský rychlobruslař.
Ve Světovém poháru debutoval na začátku roku 2001. O dva roky později se zúčastnil sprinterského světového šampionátu, kde obsadil 30. příčku. Největšího úspěchu dosáhl na MS 2005, kdy vyhrál závod na 1500 m. Od roku 2007 startoval již pouze v norských závodech, poslední absolvoval na konci roku 2009. Jednoho závodu se zúčastnil ještě v roce 2012.